# Arrondissement de Lens
L'arrondissement de Lens est une division administrative française, située dans le département du Pas-de-Calais et la région Hauts-de-France.
Créé en 1962, à la suite d'un détachement avec l'arrondissement de Béthune, l'arrondissement de Lens est le plus récent du Pas-de-Calais. Composé de 9 cantons, soit 50 communes, l'arrondissement est le plus peuplé du département malgré sa faible superficie.

## Composition

### Création en 1962
L'arrondissement de Lens est créé au 12 janvier 1962 par le décret du 10 janvier 1962.

### Composition de l'arrondissement de 2007 à2015
À la seule exception de Hersin-Coupigny rattachée à la communauté d'agglomération de l'Artois (ArtoisComm.), toutes les communes de l'arrondissement de Lens appartiennent à l'une ou à l'autre des deux communautés d'agglomérations de Lens-Liévin (Communaupole) ou d'Hénin-Carvin. Celles-ci incluent également huit communes de l'arrondissement d'Arras avec le canton de Vimy.
Entre 2007 et 2015, l'arrondissement de Lens compte 43 communes groupées en 17 cantons (canton d'Avion - canton de Bully-les-Mines - canton de Carvin - canton de Courrières - canton d'Harnes - canton d'Hénin-Beaumont - canton de Leforest - canton de Lens-Est - canton de Lens-Nord-Est - canton de Lens-Nord-Ouest - canton de Liévin-Nord - canton de Liévin-Sud - canton de Montigny-en-Gohelle - canton de Noyelles-sous-Lens - Canton de Rouvroy - canton de Sains-en-Gohelle - canton de Wingles) :
- canton d'Avion, qui groupe 2 communes :
  - Avion et Méricourt ;

- canton de Bully-les-Mines, qui groupe 2 communes :
  - Bully-les-Mines et Mazingarbe ;

- canton de Carvin, qui groupe 2 communes :
  - Carvin et Libercourt ;

- canton de Courrières, qui groupe 2 communes :
  - Courrières et Oignies ;

- canton d'Harnes, qui groupe 3 communes :
  - Estevelles, Harnes et Pont-à-Vendin ;

- canton d'Hénin-Beaumont, qui groupe 2 communes :
  - Hénin-Beaumont et Noyelles-Godault ;

- canton de Leforest, qui groupe 4 communes :
  - Courcelles-lès-Lens, Dourges, Évin-Malmaison et Leforest ;

- canton de Lens-Est, qui groupe 2 communes :
  - Lens et Sallaumines ;

- canton de Lens-Nord-Est, qui groupe 3 communes :
  - Annay, Lens et Loison-sous-Lens ;

- canton de Lens-Nord-Ouest, qui groupe 2 communes :
  - Lens et Loos-en-Gohelle ;

- canton de Liévin-Nord, qui groupe 2 communes :
  - Grenay et Liévin ;

- canton de Liévin-Sud, qui groupe 3 communes :
  - Angres, Éleu-dit-Leauwette et Liévin ;

- canton de Montigny-en-Gohelle, qui groupe 2 communes :
  - Hénin-Beaumont et Montigny-en-Gohelle ;

- canton de Noyelles-sous-Lens, qui groupe 3 communes :
  - Billy-Montigny, Fouquières-lès-Lens et Noyelles-sous-Lens ;

- canton de Rouvroy, qui groupe 3 communes :
  - Drocourt, Méricourt et Rouvroy ;

- canton de Sains-en-Gohelle, qui groupe 6 communes :
  - Aix-Noulette, Bouvigny-Boyeffles, Gouy-Servins, Hersin-Coupigny, Sains-en-Gohelle et Servins ;

- canton de Wingles, qui groupe 5 communes :
  - Bénifontaine, Hulluch, Meurchin, Vendin-le-Vieil et Wingles.

### Composition de l'arrondissement à sa création en 1962
- canton de Lens-Est, qui comporte 4 communes :
  - Lens, Sallaumines, Billy-Montigny, Noyelles-sous-Lens
- canton de Lens-Nord-Est, qui comporte 7 communes :
  - Lens, Annay, Harnes, Loison-sous-Lens, Fouquières-lès-Lens, Estevelles, Pont-à-Vendin
- canton de Lens-Nord-Ouest, qui comporte 7 communes :
  - Lens, Hulluch, Meurchin, Wingles, Bénifontaine, Vendin-le-Vieil, Loos-en-Gohelle
- canton de Liévin-Nord, qui comporte 5 communes :
  - Liévin, Angres, Mazingarbe, Grenay, Nœux-les-Mines
- canton de Liévin-Nord-Ouest, qui comporte 8 communes :
  - Liévin, Bully-les-Mines, Aix-Noulette, Bouvigny-Boyeffles, Hersin-Coupigny, Sains-en-Gohelle, Servins, Gouy-en-Gohelle
- canton de Carvin, qui comporte 4 communes :
  - Carvin, Courrières, Oignies, Libercourt
- canton d'Hénin-Liétard, qui comporte 7 communes :
  - Hénin-Liétard, Noyelles-Godault, Dourges, Courcelles-lès-Lens, Évin-Malmaison, Leforest, Montigny-en-Gohelle

### Découpage communal depuis 2015
Depuis 2015, le nombre de communes des arrondissements varie chaque année soit du fait du redécoupage cantonal de 2014 qui a conduit à l'ajustement de périmètres de certains arrondissements, soit à la suite de la création de communes nouvelles. Le nombre de communes de l'arrondissement de Lens est ainsi de 43 en 2015, 43 en 2016 et 50 en 2017.
Au 1er janvier 2024, l'arrondissement groupe les 50 communes suivantes :
1. Ablain-Saint-Nazaire
2. Acheville
3. Aix-Noulette
4. Angres
5. Annay
6. Avion
7. Bénifontaine
8. Billy-Montigny
9. Bois-Bernard
10. Bouvigny-Boyeffles
11. Bully-les-Mines
12. Carency
13. Carvin
14. Courcelles-lès-Lens
15. Courrières
16. Dourges
17. Drocourt
18. Éleu-dit-Leauwette
19. Estevelles
20. Évin-Malmaison
21. Fouquières-lès-Lens
22. Givenchy-en-Gohelle
23. Gouy-Servins
24. Grenay
25. Harnes
26. Hénin-Beaumont
27. Hulluch
28. Leforest
29. Lens
30. Libercourt
31. Liévin
32. Loison-sous-Lens
33. Loos-en-Gohelle
34. Mazingarbe
35. Méricourt
36. Meurchin
37. Montigny-en-Gohelle
38. Noyelles-Godault
39. Noyelles-sous-Lens
40. Oignies
41. Pont-à-Vendin
42. Rouvroy
43. Sains-en-Gohelle
44. Sallaumines
45. Servins
46. Souchez
47. Vendin-le-Vieil
48. Villers-au-Bois
49. Vimy
50. Wingles

## Histoire
L'arrondissement de Lens fait partie de l'Artois historique. Il a été créé en 1962 d'une partie de l'arrondissement de Béthune. Il comportait les cantons de Lens-Est, Lens-Nord-Ouest, Lens-Nord-Est, Liévin-Nord, Liévin-Nord-Ouest, Carvin, Hénin-Liétard. Son premier sous-préfet fut Jean Souvraz.[réf. nécessaire] En 1973, la commune de Nœux-les-Mines quitte l'arrondissement ; et Éleu-dit-Leauwette le rejoint.
À la suite de l'arrêté du préfet de région du 18 octobre 2006, le 1er janvier 2007, les cantons d'Avion et de Rouvroy, auparavant rattaché à l'arrondissement d'Arras, lui sont rattachés.

## Administration
La sous-préfète de l'arrondissement est depuis 2023 Madame Sandra GUTHLEBEN.

## Démographie

### Évolution démographique
En 2022, l'arrondissement comptait 368 724 habitants.
| 1968    | 1975    | 1982    | 1990    | 1999    | 2006    | 2011    | 2016    | 2021    |
| ------- | ------- | ------- | ------- | ------- | ------- | ------- | ------- | ------- |
| 403 896 | 386 794 | 379 514 | 374 669 | 368 921 | 363 622 | 162 597 | 367 839 | 369 427 |

| 2022    | - | - | - | - | - | - | - | - |
| ------- | - | - | - | - | - | - | - | - |
| 368 724 | - | - | - | - | - | - | - | - |

### Pyramide des âges
Comparaison des pyramides des âges de l'arrondissement et du département du Pas-de-Calais en 2006 :
| Hommes | Classe d’âge   | Femmes |
| ------ | -------------- | ------ |
| 0,1    | 90 ans et plus | 0,8    |
| 4,8    | 75 à 89 ans    | 9,3    |
| 10,7   | 60 à 74 ans    | 12,6   |
| 20,3   | 45 à 59 ans    | 19,5   |
| 20     | 30 à 44 ans    | 19     |
| 22,1   | 15 à 29 ans    | 19,5   |
| 22,1   | 0 à 14 ans     | 19,3   |

| Hommes | Classe d’âge   | Femmes |
| ------ | -------------- | ------ |
| 0,2    | 90 ans et plus | 0,9    |
| 5      | 75 à 89 ans    | 8,9    |
| 10,9   | 60 à 74 ans    | 12,8   |
| 20,9   | 45 à 59 ans    | 20     |
| 21,2   | 30 à 44 ans    | 19,8   |
| 20,6   | 15 à 29 ans    | 18,7   |
| 21,3   | 0 à 14 ans     | 18,9   |